# Festungsrayon
Ein Festungsrayon ist eine begrenzte Zone in der Umgebung von Festungswerken, in der den Grundeigentümern aus militärischen Erfordernissen gewisse gesetzlich geregelte Baubeschränkungen auferlegt wurden. Die Rayons wurden durch Rayonsteine markiert. Der Begriff „rayon“ stammt aus dem Französischen und bedeutet sinngemäß „Gebiet, Bezirk, Umkreis, abgegrenzte Fläche“.
Vor den Festungen musste freies Schussfeld geschaffen werden, um den unbestrichenen Raum möglichst zu minimieren. Dies bedeutete ein Freiräumen des Vorgeländes von allen Objekten, die einem Gegner Deckung hätten verschaffen können, und weiter außerhalb die Freilegung von Schussbahnen über die Hauptanmarschwege eines potentiellen Gegners. Gesetzliche Regelungen hierzu wurden relativ spät erlassen. Sie stammen erst aus dem 19. Jahrhundert.

## Preußen (bis 1871)
Nach Ende der Befreiungskriege wurde 1814 durch eine Kabinettsorder die Bebauung innerhalb des Festungsrayons geregelt: Innerhalb von 800 Schritten vor dem gedecktem Weg durften zum Beispiel keine permanenten Gebäude und Umfassungsmauern ausgeführt werden. Weiter außerhalb durften bis zu einer Entfernung von 1300 Schritten nur einzelne Holz- oder Fachwerkhäuser errichtet werden, die im Verteidigungsfall vom Besitzer auf seine Kosten niederzureißen sind. Der Wiederaufbau ganzer zerstörter Städte innerhalb einer Entfernung von 1700 bis 1800 Schritten ist nur mit Genehmigung gestattet. Es dürfen aber in diesem Fall die Städte nicht mit starken Mauern, Gräben oder Wällen umgeben werden. Durch jährliche Kontrollen war die Einhaltung dieser Vorgaben zu überwachen.
Diese Bestimmungen wurde im Laufe der Zeit weiter detailliert und verschärft. 1828 wurde in den Rayonbestimmungen unter anderem auch Vorgaben zur Errichtung von Wassermühlen, Windmühlen, Kirchtürmen, Friedhöfen, Steinbrüchen, Lehmgruben und Holzlagerplätzen erlassen. Die Grenzen der Rayonbezirke blieben unverändert.

## Deutsches Reich (ab 1871)
Im Deutschen Reich war die nahe Umgebung einer Festung oder eines detachierten Werks in drei Festungsrayons eingeteilt.
Der I. Festungsrayon umfasste das Gebiet bis auf 600 m vor dem gedecktem Weg, der II. reichte bis auf 375 m vor dem I. und der III. umfasste das Gelände von den Grenzen des II. bis auf 1275 m vor den äußersten Verteidigungslinien. Detachierte Forts hatten keinen II. Festungsrayon, bei ihnen unterlag jedoch das Gebiet von den Grenzen des I. Festungsrayons bis 1.650 m den für das III. Festungsrayon geltenden Bestimmungen. Alles Weitere regelte das Reichsrayongesetz vom 21. Dezember 1871.
In allen Festungsrayons bedurften alle dauernden Höhenveränderungen der Geländeoberfläche sowie alle Neuanlagen von Wasserbauten, die Anlage großer Parks und Waldungen sowie die Errichtung und Veränderung turmartiger Bauten der Genehmigung der Kommandantur. Innerhalb des II. Rayons waren alle massiven Bauten und zu gewerblichen Zwecken errichtete Öfen mit größeren Abmessungen (wie Kalk- und Ziegelöfen) unzulässig, die Anlage anderer Gebäude in Holz oder aufgemauertem Fachwerk sowie von Beerdigungsplätzen bedurfte der Genehmigung.
Zur Entscheidung aller Streitfragen zu den Bestimmungen des Rayongesetzes wurde in 1. Instanz die Festungskommandantur, in höheren die so genannte Reichsrayonkommission berufen, das war eine durch den Kaiser eingesetzte Militärkommission, in der alle Bundesstaaten, soweit sie Festungen besaßen, vertreten waren.
In Reichskriegshäfen bestanden ähnliche gesetzliche Beschränkungen der Baufreiheit. Die Entscheidungsorgane waren der Marinestationschef und der Bundesrat.

## Frankreich
In Frankreich ging der I. Festungsrayon bis auf 250 m, der II. bis 500 m, der III. bis 1000 m. Im I. durfte gar nicht, im II. nur in Holz gebaut werden. Im III. unterlag jede Veränderung des Geländes der Genehmigung der Kommandantur.